# 阿姆达尔定律
阿姆達爾定律（英語：Amdahl's law），一個計算機科學界的經驗法則，因吉恩·阿姆達爾而得名。它代表了處理器并行運算之後效率提升的能力。

阿姆達爾定律

## 基本描述
平行運算中的加速比是用并行前的执行速度和并行后的执行速度之比来表示的，它表示了在并行化之后的效率提升情况。
阿姆达尔定律是固定负载（计算总量不变时）时的量化标准。可用公式：{\displaystyle {\frac {W_{s}+W_{p}}{W_{s}+{\frac {W_{p}}{p}}}}}来表示。式中{\displaystyle W_{s},W_{p}}分别表示问题规模的串行分量（问题中不能并行化的部分）和并行分量，p表示平行計算時節點数量。

## 讨论
注意到当 {\displaystyle p\to \infty }时，上式的极限是{\displaystyle {\frac {W}{W_{s}}}}，其中，{\displaystyle {W}={W_{s}}+{W_{p}}}。
这意味着无论如何增加平行处理器的数量，受限無法被並行處理的部分，加速比无法高于这个上限。

## 参阅
- Gustafson定律（英语：Gustafson's law）
- 关键路径
- 摩尔定律